# Vídeňská úmluva o diplomatických stycích

Úmluvu ratifikovaly
Úmluvu neratifikovali

Vídeňská úmluva o diplomatických stycích, přijatá 18. dubna 1961 ve Vídni, kodifikuje právní normy mezinárodního práva v oblasti diplomatických styků a vztahů, které se do té doby zakládaly na výsledcích Vídeňského kongresu z let 1814–1815 a na různých bilaterálních smlouvách. Úmluva byla vypracována Komisí pro mezinárodní právo OSN. V platnost vstoupila 1964, do ledna 2021 ji ratifikovalo 192 států. Mimo jiné řídí Úmluva i otázku exteritoriality a imunity diplomatů.
V Česku publikována pod č. 157/1964 Sb.
Originály ve světových jazycích (angličtina, španělština, francouzština, ruština, čínština) jsou uloženy u generálního tajemníka OSN, Antónia Guterrese.
Oblasti konzulárních styků upravuje Vídeňská úmluva o konzulárních stycích, přijatá 24. dubna 1963, která vstoupila v platnost roku 1967 a kterou do roku 2015 podepsalo 177 států.